# Liste der Naturschutzgebiete in Oberfranken
Die Liste der Naturschutzgebiete in Oberfranken bindet folgende Listen der Naturschutzgebiete in oberfränkischen Landkreisen und Städten ein:
- Liste der Naturschutzgebiete im Landkreis Bamberg
- Liste der Naturschutzgebiete in der Stadt Bamberg
- Liste der Naturschutzgebiete im Landkreis Bayreuth
- Liste der Naturschutzgebiete in der Stadt Bayreuth
- Liste der Naturschutzgebiete im Landkreis Coburg
- Liste der Naturschutzgebiete in der Stadt Coburg
- Liste der Naturschutzgebiete im Landkreis Forchheim
- Liste der Naturschutzgebiete im Landkreis Hof
- Liste der Naturschutzgebiete im Landkreis Kronach
- Liste der Naturschutzgebiete im Landkreis Kulmbach
- Liste der Naturschutzgebiete im Landkreis Lichtenfels
- Liste der Naturschutzgebiete im Landkreis Wunsiedel im Fichtelgebirge

Die Auswahl entspricht dem Regierungsbezirk Oberfranken. Im Regierungsbezirk gibt es 95 Naturschutzgebiete (Stand November 2015). Das größte Naturschutzgebiet im Bezirk ist das Muschelkalkgebiet am Oschenberg.
| Börstig bei Hallstadt                                         |    | NSG-00477.01 WDPA: 162516 | Landkreis Bamberg                                                        | Hallstadt Rest eines größeren Sandgebietes mit Sandtrockenrasen und lichtem Kiefernwald. | ⊙ | 13,72  | 1956 |
| Burglesauer Tal                                               |    | NSG-00359.01 WDPA: 162656 | Landkreis Bamberg                                                        | Burglesau Tal mit besonderer landschaftlicher Schönheit. Naturnahes Fließgewässer. | ⊙ | 56,81  | 1986 |
| Hänge am Kraiberg                                             |    | NSG-00463.01 WDPA: 163520 | Landkreis Bamberg                                                        | Baunach Charakteristisches Landschaftsbild durch Hanglage, Oberflächengestalt, Bewuchs und Bewirtschaftung mit großer Arten-, Biotop- und Strukturvielfalt.                                                                                 | ⊙ | 65,7   | 1994 |
| Hänge an Spitzlberg und Kunkelsbühl                           |    | NSG-00332.01 WDPA: 163521 | Landkreis Bamberg                                                        | Staffelbach Ehemalige Weinbergshänge mit einem Mosaik von Gebüschen, Hecken, Magerrasen und anderen Vegetationsbeständen. | ⊙ | 21,66  | 1988 |
| Leidingshofer Tal                                             |    | NSG-00292.01 WDPA: 164419 | Landkreis Bamberg                                                        | Leidingshof Schluchtartiges Juratal mit typischem Pflanzenbewuchs, insbesondere Felsvegetation, Halbtrockenrasen, Gebüschsukzession, Kalkbuchen- und Steilhangwald.                                                                         | ⊙ | 22,51  | 1986 |
| Mainaltarm bei Dörfleins                                      |    | NSG-00371.01 WDPA: 164550 | Landkreis Bamberg                                                        | Dörfleins Längster Altarmrest im oberfränkischen Maintal. Typische Lebensgemeinschaften sowie Standorte von Auwaldresten bis hin zu offenen Wasserflächen.                                                                                  | ⊙ | 12,67  | 1990 |
| Naturwaldreservat Brunnstube                                  |    | NSG-00589.01 WDPA: 318828 | Landkreis Bamberg                                                        | Ebrach Naturnahe und charakteristische Laubwaldgesellschaften. Großflächige, unzerschnittene, störungsarme und strukturreiche Laubmischwälder mit naturnaher standortheimischer Baumartenzusammensetzung.                                   | ⊙ | 49,15  | 2001 |
| Naturwaldreservat Lohntal                                     |    | NSG-00202.01 WDPA: 164760 | Landkreis Bamberg                                                        | Lohndorf Seltene und charakteristische Laubwaldgesellschaften des Jurasteilrandes in Südlage. | ⊙ | 51,36  | 1984 |
| Naturwaldreservat Waldhaus mit Feuchtbereich im Handthalgrund |    | NSG-00566.01 WDPA: 318840 | Landkreis Bamberg                                                        | Ebrach Laubwaldgesellschaften des Steigerwaldes, naturnah und charakteristisch. | ⊙ | 107,56 | 2000 |
| Sandgrasheide Pettstadt                                       |    | NSG-00111.01 WDPA: 82485  | Landkreis Bamberg                                                        | Pettstadt Reliktvorkommen des Vegetationstyps Sandgrasheide, der früher im Regnitz- und Maintal verbreitet war, auf Terrassensanden der Regnitz.                                                                                            | ⊙ | 7,33   | 1978 |
| Schleusenhalbinsel und Altarm bei Viereth                     |    | NSG-00657.01 WDPA: 344835 | Landkreis Bamberg                                                        | Viereth Ökologisch sehr wertvolle Halbinsel und angrenzende Altarm- und Altwasserbereiche. | ⊙ | 26,21  | 2005 |
| Spitzenberg bei Ebrach                                        |    | NSG-00320.01 WDPA: 165617 | Landkreis Bamberg                                                        | Ebrach Naturnaher und artenreicher Laubmischwald mit hohem Altholzanteil. | ⊙ | 25,53  | 1987 |
| Stocksee und Umgebung                                         |    | NSG-00738.01 WDPA: 378367 | Landkreis Bamberg                                                        | Memmelsdorf Ökologisch außerordentlich wertvoller See mit Uferzonen und angrenzenden Wiesen und Waldflächen. | ⊙ | 30,63  | 2006 |
| Weihergrund bei Ebrach                                        |    | NSG-00335.01 WDPA: 166209 | Landkreis Bamberg                                                        | Ebrach Naturnaher Talabschnitt am Oberlauf der Mittelebrach mit einem vielfältigen Mosaik an Lebensräumen. | ⊙ | 24,72  | 1988 |
| Muna-Gelände in Bamberg                                       |    | NSG-00584.01 WDPA: 318822 | Bamberg                                                                  | Bamberg Silbergrasfluren und Sandmagerrasen in Verbindung mit einem charakteristischen nährstoffarmen Stillgewässer auf Sand. | ⊙ | 10,83  | 2001 |
| Naturwaldreservat Wolfsruhe                                   |    | NSG-00301.01 WDPA: 164763 | Bamberg                                                                  | Bug Naturnahe Laubmischwaldgesellschaften mit der für diesen Lebensraum typischen Tier- und Pflanzenwelt. | ⊙ | 32,75  | 1986 |
| Craimoosweiher                                                |    | NSG-00257.01 WDPA: 162685 | Landkreis Bayreuth                                                       | Schnabelwaid Ein an Pflanzen- und Tierarten außergewöhnlich reiches Stillgewässer. | ⊙ | 18,84  | 1989 |
| Haberstein                                                    |    | NSG-00020.01 WDPA: 81791  | Landkreis Bayreuth                                                       | Bischofsgrün Blockmeer und Granittürme mit Verwitterungsformen. | ⊙ | 10,63  | 1939 |
| Hahnenfilz bei Mehlmeisel                                     |    | NSG-00209.01 WDPA: 163478 | Landkreis Bayreuth                                                       | Mehlmeisel Abgetorftes ehemaliges Hochmoor. | ⊙ | 11,74  | 1984 |
| Haidenaabtal und Gabellohe                                    | BW | NSG-00549.01 WDPA: 318490 | Landkreis Bayreuth                                                       | Immenreuth Feuchtgebietsgebundene Lebensraumtypen mit gefährdeten Tiergruppen. | ⊙ | 75,44  | 1998 |
| Knock bei Obernsees                                           |    | NSG-00527.01 WDPA: 164167 | Landkreis Bayreuth                                                       | Obernsees Wertvoller Laubmischwald mit wärmeliebenden Säumen und Magerrasenbereichen auf einer Bergkuppe von besonderer landschaftlicher Schönheit und Eigenart.                                                                            | ⊙ | 14,3   | 1997 |
| Laubmischwald im oberen Aufseßtal                             |    | NSG-00319.01 WDPA: 164392 | Landkreis Bayreuth                                                       | Sachsendorf Naturnahe und artenreiche Laubmischwaldbestände mit für diesen Lebensraum typischer Pflanzen- und Tierwelt. | ⊙ | 20,71  | 1987 |
| Moosbachaue                                                   |    | NSG-00279.01 WDPA: 164684 | Landkreis Bayreuth                                                       | Mehlmeisel Feuchtgebiet mit dem einzigen fossilen Pingo Nordbayerns (eiszeitlich entstandene Geländehohlform). | ⊙ | 11,68  | 1986 |
| Naturwaldreservat Fichtelseemoor                              |    | NSG-00155.01 WDPA: 82213  | Landkreis Bayreuth, Landkreis Wunsiedel                                  | Fichtelberg Ehemaliges Hochmoor. Landkreis Bayreuth: 107,41 ha Landkreis Wunsiedel: 30,51 ha | ⊙ | 137,92 | 1982 |
| Nußhardt                                                      |    | NSG-00019.01 WDPA: 82263  | Landkreis Bayreuth                                                       | Seehügel Blockmeer und Felsenwildnis mit Verwitterungsformen. | ⊙ | 7,36   | 1939 |
| Pegnitzau zwischen Ranna und Michelfeld                       |    | NSG-00548.01 WDPA: 318939 | Landkreis Nürnberger Land, Landkreis Amberg-Sulzbach, Landkreis Bayreuth | Neuhaus, Auerbach, Pegnitz Talauen. Flächenaufteilung: Landkreis Nürnberger Land = 99,34 ha Landkreis Amberg-Sulzbach = 79,83 ha Landkreis Bayreuth = 19,24 ha                                                                              | ⊙ | 198,71 | 1998 |
| Steinachtal mit Deichselhölzchen                              | BW | NSG-00261.01 WDPA: 165670 | Landkreis Bayreuth                                                       | Döhlau Naturnahe Laubmischwälder, Auwälder und naturnahes Fließgewässer als Lebensräume typischer Pflanzen- und Tierarten. | ⊙ | 11,97  | 1985 |
| Teufelsloch                                                   |    | NSG-00035.01 WDPA: 82703  | Landkreis Bayreuth                                                       | Eckersdorf Naturnahes Wiesental mit ökologisch bedeutsamen Randbereichen, Feuchtgebietskomplexen und einem weitgehend natürlichen Gewässerverlauf.                                                                                          | ⊙ | 7,62   | 1941 |
| Trockenhänge um Pottenstein                                   |    | NSG-00496.01 WDPA: 165956 | Landkreis Bayreuth                                                       | Pottenstein Wertvolle Vegetationskomplexe aus Felsheiden, Halbtrocken- und Trockenrasen, wärmeliebenden Säumen, Gebüschen sowie lichten Wäldern.                                                                                            | ⊙ | 51,87  | 1995 |
| Muschelkalkgebiet am Oschenberg                               |    | NSG-00739.01 WDPA: 378336 | Bayreuth, Landkreis Bayreuth                                             | Bayreuth Ökologisch sehr wertvoller Biotopkomplex mit Flachland-Mähwiesen und Halbtrockenrasen sowie vielfältigen Hecken, Feldgehölzen und Laubmischwäldern. Bayreuth: 246,2 ha Landkreis Bayreuth: 78,34 ha                                | ⊙ | 324,54 | 2006 |
| Vogelfreistätte Glender Wiesen                                |    | NSG-00355.01 WDPA: 166071 | Coburg, Landkreis Coburg                                                 | Beiersdorf bei Coburg Eines der wenigen in Oberfranken noch vorhandenen Feuchtwiesengebiete mit störungsarmen Wasserflächen und Verlandungsbereichen. Coburg: 184,18 Landkreis Coburg: 10,68 ha                                             | ⊙ | 194,86 | 1989 |
| Althellinger Grund                                            | BW | NSG-00402.01 WDPA: 162124 | Landkreis Coburg                                                         | Seßlach Eines der wenigen in Oberfranken noch vorhandenen Feuchtwiesengebiete | ⊙ | 83,81  | 1992 |
| Eichelberg und Bischofsau                                     |    | NSG-00366.01 WDPA: 162880 | Landkreis Coburg                                                         | Roßfeld Naturnahe und artenreiche Laubmischwaldbestände (Mittelwälder) mit angrenzenden artenreichen Feucht- und Magerwiesen | ⊙ | 99,23  | 1984 |
| Großer Teich und Tambachau                                    | BW | NSG-00417.01 WDPA: 163363 | Landkreis Coburg                                                         | Tambach Teichgebiet und angrenzende naturnahe Bachaue mit Nasswiesen, Hochstaudenbereichen, Schilfzonen und Groß-Seggenbeständen | ⊙ | 17,25  | 1992 |
| Heiligenwiesen und Heiligenleite                              | BW | NSG-00401.01 WDPA: 163600 | Landkreis Coburg                                                         | Gemünda Eines der wenigen in Oberfranken noch vorhandenen Feuchtwiesengebiete | ⊙ | 54,52  | 1992 |
| Hühnerberg bei Tiefenlauter                                   | BW | NSG-00482.01 WDPA: 163815 | Landkreis Coburg                                                         | Tiefenlauter Naturnaher und artenreicher Laubwald mit Saumbereichen und vorgelagerten Halbtrockenrasen | ⊙ | 56,68  | 1994 |
| Itztal und Effeldertal bei Weißenbrunn vorm Wald              |    | NSG-00538.01 WDPA: 318608 | Landkreis Coburg                                                         | Weißenbrunn vorm Wald Talbereiche mit naturnahen Fließgewässern, gut ausgebildeten Ufergehölzsäumen, Bachröhricht, Feuchtwiesen, Groß-Seggensümpfen und Hochstaudenfluren                                                                   | ⊙ | 41,85  | 1997 |
| Laubmischwald bei Ahlstadt                                    |    | NSG-00294.01 WDPA: 164391 | Landkreis Coburg                                                         | Ahlstadt Naturnahe und artenreiche Laubmischwaldbestände. Schutz der für diesen Lebensraum typischen Tier- und Pflanzenwelt, der für diese Lebensgemeinschaften nötigen Bodenbeschaffenheit und des Wasserhaushalts des Bodens              | ⊙ | 20,71  | 1986 |
| Lauterberg                                                    |    | NSG-00481.01 WDPA: 164406 | Landkreis Coburg                                                         | Oberlauter Ausgedehnte Halbtrockenrasen auf Muschelkalk mit Heckenbeständen und angrenzenden Waldgebieten | ⊙ | 191,75 | 1994 |
| Meilschnitzwiesen                                             |    | NSG-00418.01 WDPA: 164599 | Landkreis Coburg                                                         | Meilschnitz Großflächiges Wiesengebiet mit Nasswiesen, Röhrichtzonen, Feuchtbrachen sowie Hochstaudenfluren und Gehölzstreifen | ⊙ | 31,8   | 1992 |
| Moor bei Rottenbach                                           |    | NSG-00140.01 WDPA: 82176  | Landkreis Coburg                                                         | Rottenbach Großes primäres Moor am südlichen Rand des Thüringer Waldes mit naturnahem Charakter und reizvollem Landschaftsbild | ⊙ | 8,03   | 1981 |
| Mühlberg nördlich Sülzfeld                                    | BW | NSG-00450.01 WDPA: 164719 | Landkreis Coburg                                                         | Sülzfeld Naturnahes Laubwaldgebiet mit vorgelagerten wertvollen Säumen, Magerrasen und Hecken | ⊙ | 45,20  | 1993 |
| Naturwaldreservat Schwengbrunn                                | BW | NSG-00305.01 WDPA: 164761 | Landkreis Coburg                                                         | Oberwohlsbach Charakteristische und naturnahe Laubwaldgesellschaften im Auen- und Hangbereich des Fornbachtales mit typischer Tier- und Pflanzenwelt                                                                                        | ⊙ | 27,66  | 1987 |
| Salzberg und Heugrund                                         | BW | NSG-00480.01 WDPA: 165289 | Landkreis Coburg                                                         | Rottenbach Naturnaher und artenreicher Laubmischwald mit wärmeliebenden Säumen. Vielfalt an Pflanzen und Tieren auch seltener, empfindlicher und gefährdeter Arten                                                                          | ⊙ | 73,96  | 1994 |
| Sennigshöhe                                                   | BW | NSG-00451.01 WDPA: 165559 | Landkreis Coburg                                                         | Ottowind Wertvoller Vegetationskomplex aus Halbtrockenrasen, wärmeliebenden Säumen und lichtem Kiefernforst | ⊙ | 20,77  | 1993 |
| Steinachwiesen bei Wörlsdorf                                  | BW | NSG-00421.01 WDPA: 165671 | Landkreis Coburg                                                         | Wörlsdorf Wertvolles Feuchtwiesengebiet. Lebensraum, Brut-, Rast- und Nahrungsplatz, auch für hochgradig bedrohte Vogelarten | ⊙ | 38,12  | 1992 |
| Tongruben bei Muggenbach                                      |    | NSG-00575.01 WDPA: 319218 | Landkreis Coburg                                                         | Muggenbach Charakteristische Grubenstandorte mit ihren Strukturen wie Steilabbrüchen, Hangrutschungen, temporären Gewässern, Feucht-, Rohboden- und Pionierflächen als Lebensräume auch bedrohter Arten sowie angrenzenden Waldrandzonen    | ⊙ | 23,15  | 2000 |
| Büg bei Eggolsheim                                            |    | NSG-00642.01 WDPA: 329314 | Landkreis Forchheim                                                      | Eggolsheim Sandterrasse der Regnitz mit angrenzendem Altwasser. | ⊙ | 65,70  | 2004 |
| Ehrenbürg                                                     |    | NSG-00321.01 WDPA: 162874 | Landkreis Forchheim                                                      | Forchheim Zeugenberg mit hervorragender landschaftlicher Schönheit und Eigenart am Westabfall der Nördlichen Frankenalb mit wärmeliebenden Laubwäldern, Gebüschen, Halbtrocken- und Trockenrasen sowie Felsbandgesellschaften.              | ⊙ | 161,44 | 2001 |
| Langenbachgrund und Haarweiherkette                           |    | NSG-00512.01 WDPA: 164350 | Landkreis Forchheim, Landkreis Erlangen-Höchstadt                        | Willersdorf Teichketten mit angrenzenden Wiesen. Landkreis Forchheim = 142,14 ha Landkreis Erlangen-Höchstadt = 0,03 ha | ⊙ | 142,14 | 1996 |
| Laubmischwald am Hetzleser Berg                               |    | NSG-00317.01 WDPA: 164390 | Landkreis Forchheim                                                      | Hetzles Naturnahe und artenreiche Laubmischwaldbestände und von diesen eingeschlossene Kalkflachmoorbereiche mit der für diese Lebensräume typischen Pflanzen- und Tierwelt.                                                                | ⊙ | 17,39  | 1987 |
| Naturwaldreservat Eibenwald bei Gößweinstein                  |    | NSG-00109.01 WDPA: 82212  | Landkreis Forchheim                                                      | Gößweinstein Naturnaher Buchenhangwald mit größtem Vorkommen der Eibe (Taxus baccata L.) in Oberfranken. | ⊙ | 32,03  | 1978 |
| Höllental                                                     |    | NSG-00526.01 WDPA: 163768 | Landkreis Hof                                                            | Lichtenberg Tal der Selbitz mit ihren Auwaldbereichen, naturnahen Waldgesellschaften der Talhänge und wertvollen Vegetationskomplexen aus Felsheiden, wärmeliebenden Säumen und Gebüschen.                                                  | ⊙ | 163,95 | 1997 |
| Südliche Regnitz und Zinnbach                                 | BW | NSG-00594.01 WDPA: 319176 | Landkreis Hof                                                            | Regnitzlosau Naturnahe Gewässerläufe und Talräume mit Auenwiesen, Auwaldresten, Ufersäumen, Hochstaudenfluren, uferbegleitenden Erlen- und Weidenbeständen sowie feuchten, flussbegleitenden Wiesen.                                        | ⊙ | 145,41 | 2001 |
| Tannbach bei Mödlareuth                                       | BW | NSG-00395.01 WDPA: 165826 | Landkreis Hof                                                            | Mödlareuth Naturnaher Bachlauf mit dichtem Gehölzsaum, angrenzenden Hochstauden- und Altgrasfluren sowie Wiesenbereichen. | ⊙ | 19,79  | 1992 |
| Thronbachtal                                                  | BW | NSG-00114.01 WDPA: 82711  | Landkreis Hof                                                            | Schauenstein Tal mit typischen Pflanzengesellschaften der Wiesentäler des Frankenwaldes. | ⊙ | 20,77  | 1978 |
| Thüringische Muschwitz                                        | BW | NSG-00427.01 WDPA: 165884 | Landkreis Hof, Landkreis Kronach                                         | Carlsgrün Naturnaher Bachlauf mit angrenzenden Hochstauden- und Altgrasfluren sowie Wiesen- und Auwaldbereichen. Landkreis Hof: 20,05 ha Landkreis Kronach: 2,03 ha                                                                         | ⊙ | 22,26  | 1992 |
| Waldsteingipfel                                               |    | NSG-00052.01 WDPA: 82858  | Landkreis Hof                                                            | Sparneck Besonders interessante Verwitterungsformen. Felstürme und Felsblöcke. | ⊙ | 19,64  | 1950 |
| Wojaleite                                                     |    | NSG-00102.01 WDPA: 82934  | Landkreis Hof                                                            | Woja Ausgedehntes Serpentinitvorkommen. Reizvolles Landschaftsbild mit naturnahem Charakter. | ⊙ | 28,89  | 1976 |
| Bärenbachtal bei Langenau                                     | BW | NSG-00406.01 WDPA: 162340 | Landkreis Kronach                                                        | Langenau Bachtäler mit ausgedehntem Groß-Seggenried. | ⊙ | 9,52   | 1995 |
| Buchbachtal mit Ramschleite und Buchbachsleite                | BW | NSG-00445.01 WDPA: 162600 | Landkreis Kronach                                                        | Buchbach Naturnahe Talaue des Buchbaches mit vielfältigen Vegetationstypen. | ⊙ | 62,57  | 1998 |
| Buchenhänge                                                   | BW | NSG-00217.01 WDPA: 162610 | Landkreis Kronach                                                        | Nordhalben Seltene und charakteristische Hang- und Schluchtwaldgesellschaften des Frankenwaldes sowie kalkarme Quellfluren. | ⊙ | 37,81  | 1993 |
| Falkenstein und Pechleite östlich Lauenstein                  | BW | NSG-00452.01 WDPA: 163024 | Landkreis Kronach                                                        | Lauenstein Landschaftlich reizvoller Talhang mit strukturreichen Felsbildungen und einer Vielzahl an seltenen, empfindlichen und gefährdeten Pflanzen- und Tierarten.                                                                       | ⊙ | 66,61  | 1987 |
| Föritzau                                                      | BW | NSG-00508.01 WDPA: 163127 | Landkreis Kronach                                                        | Schwärzdorf Flussaue mit angrenzenden Feuchtgebieten, verlandeten Teichen und ehemaligen Kiesgruben mit spezifischen Tier- und Pflanzengesellschaften, insbesondere der Fische, Muscheln und Libellen.                                      | ⊙ | 59,60  | 1980 |
| Fränkische Muschwitz                                          | BW | NSG-00432.01 WDPA: 163138 | Landkreis Kronach                                                        | Langenbacher Forst Naturnaher Bachlauf mit Auwaldresten und umgebenden feuchten Brachflächen. | ⊙ | 45,53  | 1996 |
| Moor im Krötenseewald                                         | BW | NSG-00434.01 WDPA: 164668 | Landkreis Kronach                                                        | Langenbacher Forst Wertvolles Moorgebiet mit naturnahen Bruchwald- und Sumpfbereichen sowie Quellfluren. | ⊙ | 20,99  | 1993 |
| Rabensteiner Höhe mit Zeyerner Wand                           |    | NSG-00234.01 WDPA: 165080 | Landkreis Kronach                                                        | Zeyern Natürlicher Aufschluss des Unteren Muschelkalkes. | ⊙ | 12,32  | 1985 |
| Reginasee, Pfadensee und Schnitzersteich                      | BW | NSG-00233.01 WDPA: 165122 | Landkreis Kronach                                                        | Schwärzdorf Naturnahe Teichgruppe mit Schwimmpflanzen- und Verlandungsbereichen. | ⊙ | 7,46   | 1985 |
| Schmidtsberg                                                  | BW | NSG-00219.01 WDPA: 165439 | Landkreis Kronach                                                        | Nordhalben Seltene und charakteristische Hang- und Schluchtwaldgesellschaften des Frankenwaldes sowie kalkarme Quellfluren. | ⊙ | 21,74  | 1984 |
| Tettautal und Sattelgrund                                     | BW | NSG-00431.01 WDPA: 165855 | Landkreis Kronach                                                        | Langenau Naturnahe Fließgewässer mit Gehölzsaum, Hochstauden- und Altgrasfluren sowie Wiesenbereichen. | ⊙ | 17,52  | 1993 |
| Tschirner und Nordhalbener Ködeltal mit Mäusbeutel            | BW | NSG-00467.01 WDPA: 165970 | Landkreis Kronach                                                        | Tschirn Naturnahe Bachläufe und umgebende Auenbereiche mit einer Vielzahl unterschiedlicher Vegetationstypen. | ⊙ | 275,48 | 1994 |
| Ködnitzer Weinleite                                           | BW | NSG-00296.01 WDPA: 164178 | Landkreis Kulmbach                                                       | Kulmbach Südexponierte Hanglage im Muschelkalk vom Unteren (obere Grenze des Wellenkalkes) über den Mittleren bis hinaus zum Oberen Muschelkalk (Hauptmuschelkalk).                                                                         | ⊙ | 32,87  | 1986 |
| Mainaltwasser bei Mainleus                                    | BW | NSG-00256.01 WDPA: 164551 | Landkreis Kulmbach                                                       | Mainleus Einer der letzten naturnahen Altarme im Maintal mit besonders artenreicher Tier- und Pflanzenwelt, reichem Ufergehölzbestand und Auenwaldresten.                                                                                   | ⊙ | 4,46   | 1985 |
| Naturwaldreservat Kühberg                                     | BW | NSG-00197.01 WDPA: 82216  | Landkreis Kulmbach                                                       | Stadtsteinach Seltene und charakteristische Hang-, Schlucht und Auwaldgesellschaften des Frankenwaldes sowie Quellfluren und in diesem Naturraum äußerst seltene Kalkfelsheiden.                                                            | ⊙ | 27,79  | 1984 |
| Wacholderhänge bei Wonsees                                    |    | NSG-00136.01 WDPA: 82838  | Landkreis Kulmbach                                                       | Wonsees Halbtrockenrasen mit Dolomitfelsen und Wacholderbeständen. | ⊙ | 13,17  | 1980 |
| Gaabsweiher                                                   |    | NSG-00318.01 WDPA: 163179 | Landkreis Lichtenfels                                                    | Lichtenfels Eines der letzten Altwässer im Maintal, einschließlich seiner unmittelbaren Umgebung Lebensstätte reichhaltiger Vegetation. | ⊙ | 10,48  | 1987 |
| Kitschentalrangen                                             |    | NSG-00218.01 WDPA: 164105 | Landkreis Lichtenfels                                                    | Lichtenfels Seltene und charakteristische Waldgesellschaften des Jurasteilrandes in Nordlage. | ⊙ | 42,00  | 1984 |
| Mainaltwasser bei Theisau                                     | BW | NSG-00259.01 WDPA: 164552 | Landkreis Lichtenfels                                                    | Theisau Eines der letzten Altwässer des Mains mit reichhaltiger Vegetation. | ⊙ | 1,75   | 1985 |
| Mainaue bei Oberau                                            |    | NSG-00583.01 WDPA: 318763 | Landkreis Lichtenfels                                                    | Oberau Einer der letzten naturnahen Altarme im Maintal mit besonders artenreicher Tier- und Pflanzenwelt, reichem Ufergehölzbestand und Auenwaldresten.                                                                                     | ⊙ | 27,83  | 2001 |
| Staffelberg                                                   |    | NSG-00252.01 WDPA: 165640 | Landkreis Lichtenfels                                                    | Bad Staffelstein Landschaftlich ganz hervorragend mit großer heimatgeschichtlicher und geologischer Bedeutung. | ⊙ | 42,93  | 1985 |
| Wacholderhänge bei Kleinziegenfeld                            |    | NSG-00162.01 WDPA: 82836  | Landkreis Lichtenfels                                                    | Kleinziegenfeld Durch Schafbeweidung entstandene charakteristische Vegetation mit Halbtrockenrasen, Trockenrasen, Steingrasfluren und Felsspaltengesellschaften der Kalkfelsen sowie Wacholderbeständen.                                    | ⊙ | 16,75  | 1982 |
| Wacholderhänge bei Wallersberg                                |    | NSG-00160.01 WDPA: 82837  | Landkreis Lichtenfels                                                    | Wallersberg Durch Schafbeweidung entstandene charakteristische Vegetation mit Halbtrockenrasen, Trockenrasen, Steingrasfluren und Felsspaltengesellschaften der Kalkfelsen sowie Wacholderbeständen.                                        | ⊙ | 9,18   | 1982 |
| Brutteich und Brutwiesen bei Neuhaus a.d. Eger                |    | NSG-00478.01 WDPA: 162598 | Landkreis Wunsiedel                                                      | Neuhaus a. d. Eger Naturnaher Teich mit ausgedehnten Verlandungszonen und umgebenden Gehölz- und Wiesenbereichen. | ⊙ | 9,20   | 1984 |
| Egertal bei Neuhaus                                           |    | NSG-00346.01 WDPA: 162851 | Landkreis Wunsiedel                                                      | Neuhaus a. d. Eger Ein in Oberfranken einzigartiger Talabschnitt von hervorragender landschaftlicher Schönheit. | ⊙ | 263,22 | 1941 |
| Gipfel der Großen Kösseine                                    |    | NSG-00027.01 WDPA: 81733  | Landkreis Wunsiedel                                                      | Reichenbach Granitturm mit mächtigen Blockfeldern. | ⊙ | 13,35  | 1940 |
| Häuselloh                                                     |    | NSG-00115.01 WDPA: 81837  | Landkreis Wunsiedel                                                      | Selb Ehemaliges Hochmoor mit Spirkenmoorwald. | ⊙ | 69,01  | 1979 |
| Kleines Labyrinth                                             | BW | NSG-00243.01 WDPA: 164135 | Landkreis Wunsiedel                                                      | Kleinwendern Schutz der Felsblöcke und Verwitterungsformen des Granits sowie der typischen Vegetation um die Felsen und an den Felsblöcken.                                                                                                 | ⊙ | 15,77  | 1985 |
| Luisenburg                                                    |    | NSG-00006.01 WDPA: 82121  | Landkreis Wunsiedel                                                      | Wunsiedel Vielfältige Abtragungs- und Verwitterungsformen des Granits. | ⊙ | 33,18  | 1938 |
| Moorgebiet Wunsiedler Weiher                                  | BW | NSG-00258.01 WDPA: 164677 | Landkreis Wunsiedel                                                      | Selb Ehemaliges Hochmoor mit Reliktbestockung (Moorbirkenwald) und seinen Regenerationsstadien (Flachmoor, Übergangsmoor) sowie seinen Nutzungsformen (Pfeifengrasstreuwiese, Borstgrasrasen, Fadenbinsennasswiese, oligotrophes Gewässer). | ⊙ | 59,70  | 1985 |
| Naturwaldreservat Hengstberg                                  | BW | NSG-00198.01 WDPA: 82211  | Landkreis Wunsiedel                                                      | Selb Für den Naturraum sehr seltener naturnaher Laubmischwald. | ⊙ | 41,07  | 1984 |
| Plattengipfel                                                 |    | NSG-00023.01 WDPA: 82334  | Landkreis Wunsiedel                                                      | Fichtelberg Felsflechtenflora auf Granitblöcken des Blockmeeres. | ⊙ | 3,84   | 1939 |
| Ruhberg südlich Arzberg                                       | BW | NSG-00585.01 WDPA: 319018 | Landkreis Wunsiedel                                                      | Arzberg Naturnah und artenreich mit seltenen, empfindlichen und gefährdeten Tierarten. | ⊙ | 27,37  | 2001 |
| Schneeberggipfel                                              |    | NSG-00036.01 WDPA: 82540  | Landkreis Wunsiedel                                                      | Weißenstadt Flechten- und Moosflora mit besonders schützenswerten hochmontan bis alpin verbreiteten Arten. | ⊙ | 37,07  | 1941 |
| Zeitelmoos                                                    |    | NSG-00351.01 WDPA: 166397 | Landkreis Wunsiedel                                                      | Wunsiedel Ehemaliges Hochmoor mit seinen vielfältigen Regenerationsstadien. | ⊙ | 77,74  | 1989 |
| Legende für Naturschutzgebiet                                 |    |                           |                                                                          | |   |        |      |